# Chimarra jiraprapa
Chimarra jiraprapa är en nattsländeart som beskrevs av Chantaramongkol och Malicky 1986. Chimarra jiraprapa ingår i släktet Chimarra och familjen stengömmenattsländor. Inga underarter finns listade i Catalogue of Life.